# Gabriel Andouard
Pour les articles homonymes, voir Andouard.
Gabriel Andouard, né à Avesnières le 12 juillet 1732 et mort à Laval le 13 septembre 1793, est un imprimeur français .

## Biographie
D'après les renseignements que l’on possédait jusqu'au XIXe siècle sur Gabriel Andouard, on ne devrait lui attribuer d'autre qualité que celle de libraire, qui lui est reconnue dans son acte d'installation à Laval, et celle de graveur, puisqu'il a signé plusieurs vues de l'ancien Laval, aujourd'hui rares et précieuses. Nous avons toutefois la preuve qu'il fut imprimeur, non seulement parce que son apprentissage chez d'Expilly l'indiquait déjà, mais parce que nous possédons des témoins de l'exercice de son art à Laval. 
Gabriel Andouard, né dans la paroisse d'Avesnières, y fut ondoyé le 12 juillet 1732. Il travailla pendant huit ans à Paris dans la librairie, en particulier chez Jacques d'Expilly, et songea ensuite à venir s'établir au pays natal. Muni d’un certificat de Monsieur Lebel, recteur de l’université de Paris, attestant à la date du 15 janvier 1765, qu’il savait lire le latin et le grec, et qu’il était capable d’exercer l’état de libraire, d'un autre certificat des sieurs Garreau, Leprince et Delarue, syndics des imprimeurs de la ville de Paris, témoignant qu’il avait toujours travaillé à la librairie « et qu'il s'y étoit comporté en honneur, » il se présenta au juge de Laval, Joseph de Launay, qui ne manqua pas de donner un avis favorable à son admission.
Gabriel Andouard put donc s'établir à Laval avec le titre de libraire seulement, mais en réalité exerçant dans une certaine limite la profession d’imprimeur. Nous ne pouvons attribuer à un autre qu'à lui une note déjà citée « des livres classiques, impressions et reliures fournys à monsieur L.-F. Ambroise de la Badrie, » où nous voyons figurer : 400 billets poux l'hôpital, 400 billets pour la fabrique de la Trinité, papier et impression ; 40 placards pour la Tragédie. Enfin, si cette facture non signée reste d’une provenance un peu douteuse, le manuel dont nous donnons ici le titre est une preuve péremptoire pour l'abbé Angot de la qualité que nous attribuons au sieur Andouard.
- PRATIQUES DE PIÉTÉ, ET INSTRUCTIONS FAMILIÈRES, pour les pensionnaires et écolières des Religieuses Ursulines de la congrégation de Bordeaux. Augmentées des vêpres et complies du dimanche, avec toute l'office de la Vierge en français. A Laval, chez Andouard, libraire. Avec Permission. 1789. Petit in-12, de 360 pages.

L'imprimerie ayant été supprimée en droit à Laval, on comprend que le nouveau titulaire n'ait exercé cette profession qu'avec discrétion et sans attirer l'attention des hauts fonctionnaires sur son industrie. Vers l'année 1769, alors que Louis-François Ambroise vivait encore et que déjà Gabriel Andouard s'était fixé à Laval, M. l'Intendant de la Généralité dit dans un projet de rapport à l'administration supérieure que « deux libraires paraissent nécessaires à Laval. Cette ville est fort peuplée d'assez riches négociants. Et comme elle est éloignée de quatorze lieues d'Angers et de pareille distance de La Flèche, où il y a des libraires établis, ces deux libraires peuvent faire un commerce étendu, et fournir des livres aux villes de Mayenne et Château-Gontier qui n'en sont éloignées que de six lieues et où il paroît que les libraires ne peuvent subsister. »
Gabriel Andouard figure souvent dans les livres de comptes du receveur des petites écoles de Laval pour fournitures de livres, comme catéchismes, livres d'heures, etc., de 1771 à 1782. 
Malgré ces preuves qui nous permettent de donner à Gabriel Andouard sa place dans la liste des imprimeurs lavallois, son nom restera surtout connu parmi nous pour les cinq vues du vieux Laval, précieux témoins de l'état de la ville à cette époque. 
Il était établi sur le Vieux-Pont et y faisait le commerce d'estampes. Sans doute il ajoutait à cette branche d'un commerce peu étendu la vente de la papèterie et des livres les plus usuels. L'abbé Angot signale aussi mention d'une demoiselle Andouard, qui, dans les années qui ont précédé la Révolution, tenait un magasin de librairie. Peut-être était-elle la sœur et l'associée de Gabriel Andouard.

## Source
- Abbé Angot, « Histoire de l'imprimerie à Laval jusqu'en 1789 », Laval, imprimerie L. Moreau, 1892, extrait du Bulletin historique et archéologique de la Mayenne, 2e série, t. 6, 1893.